# Разделна (Варненская область)
Разделна (болг. Разделна) — село в Болгарии. Находится в Варненской области, входит в общину Белослав. Население составляет 539 человек.

## География
Село находится на плато Аврен.

## История
13 сентября 2015 года был установлен и освящён металлический крест, в память о наводнении, произошедшем в селе 1 февраля 2015 года.

## Политическая ситуация
В местном кметстве Разделна, в состав которого входит Разделна, должность кмета (старосты) исполняет Галин Димитров Георгиев (коалиция в составе 2 партий: Национальное движение «Симеон Второй» (НДСВ), Союз демократических сил (СДС)) по результатам выборов правления кметства.
Кмет (мэр) общины Белослав — Емил Величков Дичев (независимый) по результатам выборов в правление общины.

## Достопримечательности
На высокой каменной террасе над селом находятся руины Петрич-Кале — ранневизантийской и средневековой болгарской крепости.
Северо-восточнее крепости находится охраняемая природная территория Петрича.